# إريك نوت
إريك نوت (بالإنجليزية: Eric Knott)‏ هو لاعب كرة قاعدة أمريكي، ولد في 23 سبتمبر 1974 في مقاطعة كوك في الولايات المتحدة.

## وصلات خارجية
- إريك نوت على موقع الدوري الياباني لكرة القاعدة (الإنجليزية)
- إريك نوت على موقعبيزبول رفرنس.كوم (الدوري الرئيسي) (الإنجليزية)
- إريك نوت على موقعبيزبول رفرنس.كوم (الدوري الثانوي) (الإنجليزية)
- إريك نوت على موقع إي إس بي إن.كوم (أم.أل.بي) (الإنجليزية)
- إريك نوت على موقع مشجعي الرسوم البيانية (الإنجليزية)